# Kornati
Kornati, tudi Kornatski otóki, so skupina 125 otokov, otočkov in morskih podvodnih grebenov v Zadarskem arhipelagu.
Kornati ležijo jugovzahodno od Pašmana, med Dugim otokom in Žirjami. Celotno otočje se razprostira na površini 320 km² morskega akvatorija. Otočje je dobilo ime po otoku Kornatu, največjem otoku v celotni otoški skupini. Drugi večji otoki so Sit, Žut, Jadra, Kurba Vela, Levrnaka in Lavsa. Otoki so pretežno grajeni iz krednih apnencev. Najvišji vrh otočja je 235 m visoki Veli vrh, ki leži na otoku Kornatu. Severne obale otokov se blago spuščajo proti morski obali, južne obale pa so ostro prisekane in se strmo spuščajo v morje.
Številni zalivi na otokih omogočajo dobra zaklonišča ribiškim ladjam in jadrnicam pred burjo. Na vsem otočju ni vodnih virov, razen nekaj manjših studencev v zalivu Statival na otoku Kornat. Celotno otočje je poraslo z redko suho travo in nizkim borovim gozdom. Stalnih naselij na otočju ni. Manjše skupine občasno naseljenih hiš so le v zalivih Vrulje, Lučice in Kravljak na Kornatu ter na otokih Lavsa in Ravni Žakan.
Ime Kornati je najverjetneje nastalo iz latinske besede corrimare - »razsuti, razpršeni otoki«. Nekateri otoki so bili naseljeni že v kameni dobi. V novejšem času pa ni stalnih naselij. V preteklosti so bili otoki v posesti  Zadrčanov, kasneje od 14. stol. dalje pa Benečanov, ki pa so jih dajali v zakup bogatim zadarskim družinam.
Domačini nam postrežejo z legendo, da so otočje od Benečanov odkupili Saljani (prebivalci mesta Sali na Dugem otoku), ki so se ukvarjali pretežno s poljedelstvom in pridelavo vina, vendar so jih kasneje od tam odgnali prodornejši Murterini, ki imajo otočje še danes v pretežni lasti.
Le streljaj severjeje od otočja Kornatov, na južnem delu otoka Dugi otok pa je vzpostavljeno zavarovano območje narave Park prirode Telašćica. Območje slednjega je bilo med letoma 1980 in 1988 prav tako vključeno v okvir Narodnega parka Kornati.

## Narodni park Kornati
V okviru Kornatov je območje na 220 km² z 89 otoki in otočki razglašeno za Narodni park Kornati. Sestavlja ga 89 otokov in otočkov. Od celotne površine parka je četrtina kopno, ostalo pa je morski ekosistem. Območje je bilo razglašeno za  narodni park 24. junija 1980.